# Georg Hackl
Pour les articles homonymes, voir Hackl.
Georg Hackl, né le 9 septembre 1966 à Berchtesgaden, est un ancien lugeur allemand. Il est le premier lugeur à avoir été médaillé aux Jeux olympiques d'hiver cinq fois de suite et également le premier à gagner trois titres olympiques en simple. En 2004, il est introduit au temple de la renommée de la FIL.

## Palmarès

### Jeux olympiques d'hiver
- médaille d'or en individuelle en 1992.
- médaille d'or en individuelle en 1994.
- médaille d'or en individuelle en 1998.
- médaille d'argent en individuelle en 1988.
- médaille d'argent en individuelle en 2002.

### Championnats du monde
- médaille d'or en individuelle en 1989, 1990 et 1997.
- médaille d'or par équipe en  1989,  1993,  1995, 2000, 2001, 2003 et 2005.
- médaille d'argent en double en 1987.
- médaille d'argent en simple en 1991, 1993, 1995, 1996,  2001, 2004 et 2001.
- médaille d'argent par équipe en  1996 et 1997.
- médaille de bronze en individuelle en 2000.
- médaille de bronze  par équipe en 1999.

### Coupe du monde
- 2 gros globe de cristal en individuel : 1989  et 1990.
- 66 podiums individuels : 
  - en simple : 33 victoires, 17 deuxièmes places et 16 troisièmes places.
- 10 podiums en double :  3 victoires, 3 deuxième place et 4 troisièmes places.
- 1 podium en relais : 1 victoire.

### Championnats d'Europe
- médaille d'or du simple en 1988 et 1990.
- médaille d'or par équipe en 1988, 1992, 1996, 2000 et 2002.
- médaille d'argent du simple en 1994 et 2000.
- médaille d'argent par équipe en 1990 et 1994.
- médaille de bronze du simple en 1992.